# 张天
張天（1994年9月25日—），是英籍香港女創作歌手，2017年以《過呼吸》正式出道，2018年以首發歌手身份出戰《歌手2018》，現為Mofo Music及黑松文化旗下歌手。

## 演藝生涯

### 1994年—2017年：早年生活及出道
1994年出生於英國，於香港長大，父親是新加坡籍華人，母親是英國人。
2017年推出單曲《過呼吸》，正式出道。

### 2018年：歌手2018及個人同名專輯《TIEN》
2018年1月1日，中國大陸湖南衛視官方微博宣佈，她將以首發歌手身份出戰《歌手2018》。第一期，以組曲《Queen Bee》驚艷全場，獲得第二名，僅次於Jessie J。2018年2月，因在《歌手2018》第五期中名次墊底，綜合兩場成績，被淘汰出局。於突圍賽，以《玫瑰玫瑰我愛你》獲得第8名，突圍失敗。
6月8日，張天推出個人同名專輯《TIEN》。11月19日，張天為電影《驚濤颶浪》獻唱中文版推廣曲《殺不死我的終將使我強大》。

### 2019年：個人首張迷你專輯《冬日異想》
2019年3月22日，張天推出個人首張迷你專輯《冬日異想》。
2019年2月15日，張天參與由北京衛視推出的原創音樂服務類節目《聲音的抉擇》，成為李泉的聲音合夥人，並得到《Love Me Little Love Me Long》的首唱權。 2019年6月14日，於金曲演唱盛典演繹作品《Love Me Little Love Me Long》。

## 音樂作品

### 錄音室專輯
| # | 專輯資訊                                                                          | 曲目 |
| 1 | TIEN - 發行日期: 2018年6月8日 - 專輯長度: - 音樂類型: - 唱片公司: Mofo Music Ltd. | CD 1. Funkistry 2. Carousel 3. 過呼吸 Breathless 4. Sinister 5. 365天 6. Start Me Up 7. 不在乎 8. Work It Out 9. 我明白 10. Superstars |

### 迷你專輯
| # | 專輯資訊                                                                               | 曲目                                       |
| 1 | 冬日異想 - 發行日期: 2019年3月22日 - 專輯長度: - 音樂類型: - 唱片公司: Mofo Music Ltd. | CD - 下一步 (ft. 滿舒克) - 盛開 - 解開禁錮 |

### 單曲
| 單曲       | 發行日期       | 所屬專輯 | Ref.   |
| Over Me    | 2016年4月4日   | 不適用   | [ 13 ] |
| Superstars | 2016年10月28日 | TIEN     | [ 13 ] |
| Blind I    | 2016年10月29日 | 不適用   | [ 13 ] |
| 過呼吸     | 2017年11月9日  | TIEN     | [ 14 ] |
| 不在乎     | 2018年6月8日   | TIEN     | [ 15 ] |

### 影視歌曲
| 歌曲                   | 發行日期       | 所屬專輯 | 所屬影視作品       | 備註           | Ref.   |
| Over Me                | 2016年4月4日   | 不適用   | 電影《暗色天堂》   | 主題曲         | [ 16 ] |
| Carousel               | 2018年5月24日  | TIEN     | 電影《驚濤颶浪》   | 全球宣傳曲     | [ 17 ] |
| 殺不死我的終將使我強大 | 2018年11月19日 | 不適用   | 電影《驚濤颶浪》   | 全球中文推廣曲 | [ 18 ] |
| Circle of Love         | 2021年11月30日 | 不適用   | 網絡劇《良言寫意》 | 插曲           |        |